# 新潟県道177号岩沢停車場芋坂線
新潟県道177号岩沢停車場芋坂線（にいがたけんどう177ごう いわさわていしゃじょういもさかせん）は、新潟県小千谷市内を通る一般県道である。

## 概要

### 路線データ
- 起点：越後岩沢停車場（新潟県小千谷市大字岩沢字増沢）
- 終点：新潟県小千谷市真人町字原田乙（新潟県道49号小千谷十日町津南線交点）

## 地理

### 通過する自治体
- 新潟県
小千谷市

### 接続する道路
- （起点：小千谷市大字岩沢字増沢、「越後岩沢駅」前）
- 国道117号（越後岩沢駅前交差点 - 小千谷市真人町で重複）
- 新潟県道58号小千谷大和線（小千谷市大字岩沢字村）（「国道117号」との重複区間内）
- 新潟県道49号小千谷十日町津南線（小千谷市真人町字原田乙）

### 沿線
- JR飯山線 越後岩沢駅
- 小千谷市立南中学校
- 小千谷市立岩沢小学校
- JA越後おぢや 南部支店
- 岩沢郵便局
- 加賀工業 小千谷工場
- 信濃川
- 雪峠